# Ljubov' Egorova
Ljubov' Ivanovna Egorova (in russo Любовь Ивановна Егорова?; traslitterazione anglosassone Lyubov Ivanovna Yegorova; Seversk, 5 maggio 1966) è un'ex fondista russa.
Prima della dissoluzione dell'Unione Sovietica (1991) ha gareggiato per la nazionale sovietica; ai XVI Giochi olimpici invernali di Albertville 1992 ha fatto parte della squadra unificata.
In carriera ha vinto sei medaglie d'oro ai Giochi olimpici invernali, stabilendo il primato nello sci di fondo ai Giochi olimpici in campo femminile, diversi titoli mondiali e la Coppa del Mondo nel 1993.

## Biografia

### Carriera sciistica
In Coppa del Mondo ha ottenuto il primo risultato di rilievo il 17 marzo 1984 nella 5 km di Štrbské Pleso (14ª), il primo podio il 20 febbraio 1990 nella 10 km a tecnica libera della Val di Fiemme (2ª) e la prima vittoria il 18 dicembre 1992, nella medesima località, nella 15 km a tecnica libera.
Ai XVI Giochi olimpici invernali di Albertville 1992, sua prima partecipazione olimpica, andò a medaglia in tutte le gare di fondo previste; vinse tre medaglie d'oro, nella 15 km tecnica libera, nella 10 km a inseguimento (in entrambe le occasioni davanti all'italiana Stefania Belmondo, che invece riuscì a batterla nella 30 km a tecnica classica) e nella staffetta 4x5 km, davanti alla Norvegia e all'Italia. Oltre all'argento nella 30 km ne vinse un altro nella 5 km a tecnica classica, dietro alla finlandese Marjut Rolig.
Replicò l'impresa alle XVII Giochi olimpici invernali di Lillehammer 1994, quando vinse altre tre medaglie d'oro: nella 5 km a tecnica classica, nella 10 km a inseguimento (in entrambi i casi davanti all'italiana Manuela Di Centa) e nella staffetta 4x5 km, di nuovo davanti a Norvegia e Italia. Nella 15 km a tecnica libera arrivò seconda, dietro alla Di Centa, e rimase fuori dal podio solo nella 30 km. Con sei medaglie d'oro eguagliò il record femminile di ori olimpici che apparteneva da trent'anni alla pattinatrice sovietica Lidija Skoblikova.
Dopo una pausa per maternità tornò alle gare e ai Mondiali di Trondheim del 1997 si classificò per la quarta volta prima in una gara iridata. Tuttavia pochi giorni dopo fu trovata positiva all'esame antidoping per uso di bromantan, uno steroide anabolizzante; tutti i risultati ottenuti da allora sono stati annullati e il 6 giugno 1997 la Egorova fu squalificata per tre anni (poi ridotti a due). Ammise di aver assunto la sostanza, che può migliorare le prestazioni e mascherare l'uso di altri prodotti dopanti, ma sostenne di averlo fatto accidentalmente mentre prendeva un medicinale.
Scontata la squalifica tornò alle gare, senza più riuscire a replicare i risultati ottenuti in precedenza; ai XIX Giochi olimpici invernali di Salt Lake City 2002 fu 5ª nella 10 km e 11ª nella sprint. Si ritirò definitivamente nel 2003.

### Altre attività
Dopo il ritiro si è dedicata alla politica locale ed è stata eletta alla duma dell'oblast' di Leningrado nelle file del Partito comunista.

## Palmarès

### Olimpiadi
- 9 medaglie:
  - 6 ori (15 km[2], inseguimento[2], staffetta[2] a Albertville 1992; 5 km[2], inseguimento[2], staffetta[2] a Lillehammer 1994)
  - 3 argenti (5 km[2], 30 km[2] a Albertville 1992; 15 km[2] a Lillehammer 1994)

### Mondiali
- 6 medaglie:
  - 3 ori (30 km[2], staffetta[2] a Val di Fiemme 1991; staffetta[2] a Falun 1993)
  - 1 argento (5 km[2] a Falun 1993)
  - 2 bronzi (30 km[2], inseguimento[2] a Falun 1993)

### Coppa del Mondo
- Vincitrice della Coppa del Mondo nel 1993
- 36 podi (30 individuali, 6 a squadre[3]), oltre a quelli conquistati in sede olimpica o iridata e validi ai fini della Coppa del Mondo:
  - 10 vittorie (8 individuali, 2 a squadre)
  - 17 secondi posti (13 individuali, 4 a squadre)
  - 9 terzi posti (individuali)

#### Coppa del Mondo - vittorie
| Data             | Luogo                      | Paese     | Disciplina                                                  |
| ---------------- | -------------------------- | --------- | ----------------------------------------------------------- |
| 18 dicembre 1992 | Val di Fiemme              | Italia    | 15 km TL                                                    |
| 3 gennaio 1993   | Kavgolovo                  | Russia    | 30 km TC                                                    |
| 6 marzo 1993     | Lahti                      | Finlandia | 5 km TL                                                     |
| 10 marzo 1993    | Lillehammer                | Norvegia  | 5 km TC                                                     |
| 8 gennaio 1994   | Kavgolovo                  | Russia    | 10 km TC                                                    |
| 15 gennaio 1994  | Oslo                       | Norvegia  | 15 km TL                                                    |
| 25 novembre 1995 | Vuokatti                   | Finlandia | 5 km TC                                                     |
| 10 dicembre 1995 | Davos                      | Svizzera  | 10 km TC PU                                                 |
| 17 dicembre 1995 | Santa Caterina di Valfurva | Italia    | 4x5 km (con Larisa Lazutina, Nina Gavryljuk ed Elena Välbe) |
| 15 dicembre 1996 | Brusson                    | Italia    | 4x5 km (con Nina Gavryljuk, Ol'ga Danilova ed Elena Välbe)  |

Legenda:

PU = inseguimento

TC = tecnica classica

TL = tecnica libera